# 凱夫倫·圖拉姆
凱夫倫·圖拉姆-于利安（法語：Khéphren Thuram-Ulien，發音：[kefʁɛn tyʁam]；2001年3月26日—），是一名法国職業足球运动员，司職中場，現效力意甲球隊尤文图斯和法國國家足球隊。

## 私人生活
凱夫倫·圖拉姆的父親是法国国家足球队成员利利安·图拉姆，哥哥是职业足球员馬庫斯·圖拉姆。

## 榮譽

### 個人
- 職業足球員全國聯盟法甲最佳陣容：2022–23[4]

## 外部連結
- 法国足球协会上的 凱夫倫·圖拉姆 （法文） 存档于webarchive.org.